# Genovai Szent Katalin
Genovai Szent Katalin (olaszul: Caterina da Genova), (Genova, 1447. április 5. – Genova, 1510. szeptember 15.) szentként tisztelt késő középkori olasz apáca, egyházi író.

## Élete
A híres Fieschi főnemesi családban született 1447-ben. Már fiatal korában megmutatkozott jámborsága. 16 éves korában férjhez adták egy féktelen és könnyelmű nemesifjúhoz, aki az Adorno főnemesi családból származott. Katalin csendben tűrte férje magatartását, és valószínűleg nagy hatással is lehetett rá, mert férje fiatalon bekövetkezett halála előtt mégiscsak bűnbánatot tartott.
Katalin 26 évesen özvegyen maradt, és radikális döntésre határozta el magátː „Elég volt a világból, elég, a bűnből, Istenem.” A betegápoló Annunciata-rendbe lépett, és élete hátralévő több mint 30 évét a rászorulók ápolására szánta. Különösen az 1497-es és az 1501-es itáliai pestisjárvány idején végzett kiemelkedő szolgálatot. Úgy tartják, hogy szigorú és imádságos életet miatt isteni kinyilatkoztatásokban részesült, különösen a purgatóriumban szenvedő lelkek sorsát tekintve.
1510-ben, 63 éves korában hunyt el. XII. Kelemen pápa avatta szentté 1737-ben.

## Művei magyarul
- (szerk.)  Giovanni Pozzi – Claudio Leonardiː Olasz misztikus írónők, Európa Könyvkiadó, Budapest, 2001, ISBN 963-07-6849-6, 282–305. o.